# 孫立

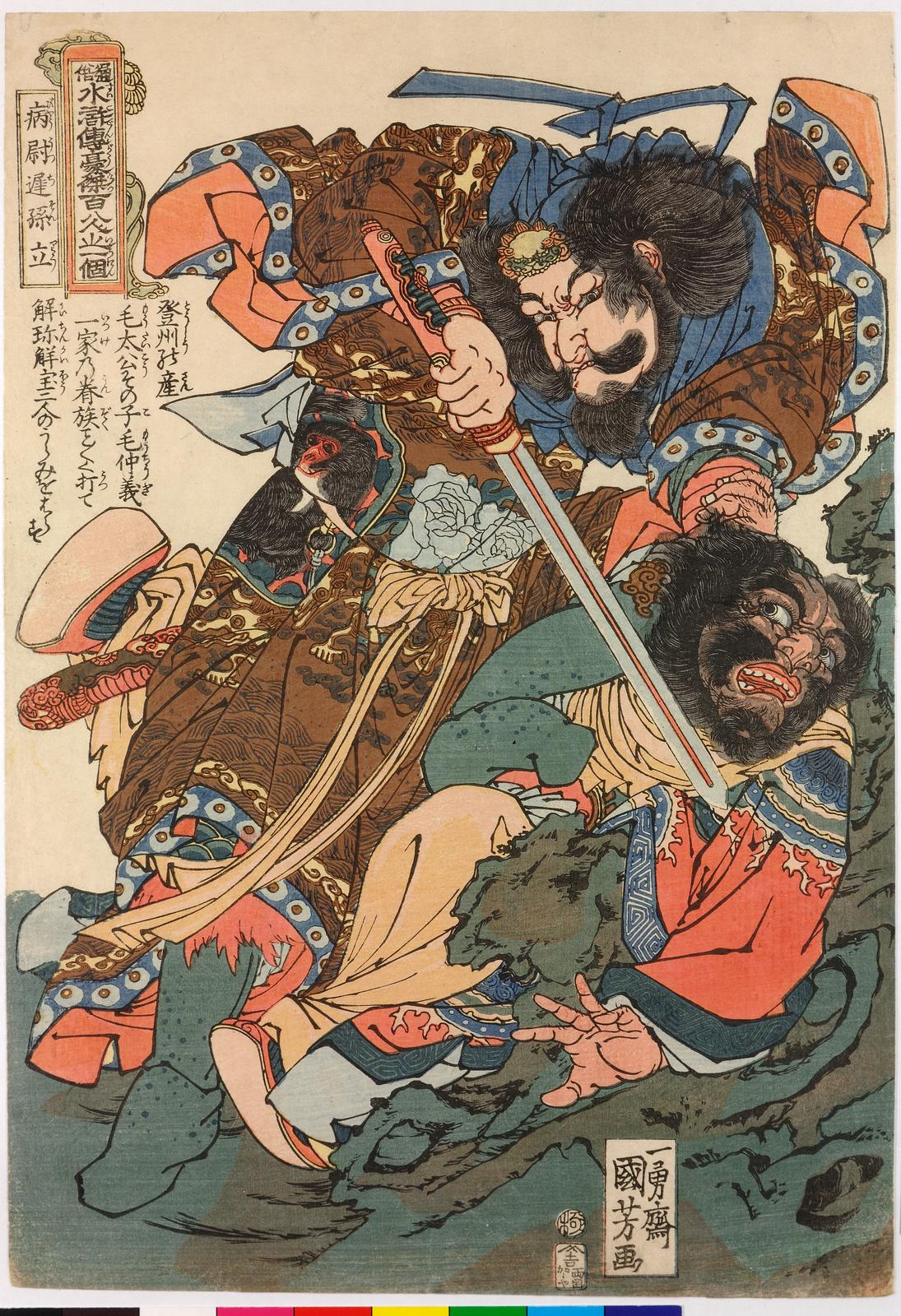
孫立

孫 立（そん りゅう、そん りつ、Sun Liu）は、中国の小説で四大奇書の一つである『水滸伝』の登場人物。
梁山泊第三十九位の好漢。地勇星の生まれ変わり。渾名は病尉遅（びょううっち)。病という単語は中国文学界ではこれは病気や病気があるという意味ではなく、当時「〜より良い」という意味の杭州方言接頭辞と見る。尉遅とは鉄鞭に長け武勇に秀でたため唐代の武将で鉄鞭の使い手である尉遅敬徳（尉遅恭）になぞらえて付けられたことに由来する。他にも、槍や弓に長けている。弟は孫新。妻は楽和の姉の楽大娘子で、従弟に解珍、解宝、同門に欒廷玉がいる。呼延灼と一騎討ちで互角に渡り合うなど梁山泊でも屈指の腕前の持ち主である。

## 生涯
元は登州一の武芸の持ち主として恐れられた兵馬提轄だった。ある日、弟の孫新からの使者がやって来て義妹の顧大嫂が病で危篤状態だと告げて、妻と共に孫新の家へと向かう。だが孫新の家に到着して顧大嫂の部屋に入ると、顧大嫂は元気で傍らには登雲山の山賊である鄒淵と鄒潤の姿があった。そこで孫新から従弟の解珍と解宝が毛太公の罠にはまって投獄され処刑されようとしていることを聞かされ、二人の救出のために牢破りの協力を迫られる。孫立は苦悩の末にこれを承諾する。そして解兄弟を救出した後、解兄弟とともに毛太公の屋敷を急襲し、毛太公とその子の毛仲義ら一家および、鄒淵、鄒潤らとともに奉行所にも突撃して、毛太公の女婿である孔目（裁判官）の王正らを皆殺しにすると、孫新の提案どおり皆で梁山泊へと向かった。
梁山泊に到着すると、石勇から梁山泊が祝家荘と交戦中だと聞かされ、仲間入りの手土産にと義兄弟の欒廷玉が祝家荘の武芸師範をしていることを利用して祝家荘を陥落させるために、呉用から計略を授けられて登州の好漢たちを引き連れて祝家荘へと向かう。祝家荘に到着した後、うまく祝家荘の人々を騙して屋敷内に潜り込む事に成功すると、攻めてきた石秀と対戦し、打ち合わせ通りにわざと捕らえて信用を得た。さらに孫新たちに祝家荘の道筋を細やかに調べさせ、梁山泊軍の捕虜たちに計画の段取りを伝えて来るべき内応に備える。数日後、祝家の三兄弟と欒廷玉が出陣したのを見計って、祝家荘を内から攻め滅ぼした。
梁山泊入山後も多くの戦いに登場し、高唐州・呼延灼戦・青州・芒碭山・曾頭市・東昌府の戦いに参加した。
百八星集結後は、梁山泊の騎兵軍小彪将兼先鋒となる。童貫戦では九宮八卦陣の西陣白旗軍林冲の副将として参加した。
朝廷帰順後の遼国戦では、檀州から宋江隊に加わり薊州・幽州と進み、敵将のひとり寇鎮遠を討ち取る。兀顔光との戦いにも西陣の副将として加わる。
方臘征伐戦でも前線で活躍し、丹徒県・常州・蘇州・杭州・歙州攻めにも参加して生き残った。平定後、武奕郎・都統領に任命され、同じく生き残った孫新・顧大嫂・鄒潤とともに登州へと帰っていった。

## 補足
「水滸伝」物語成立以前の時代、南宋の羅燁が記した『酔翁談録』によれば、当時の話本として「青面獣」「花和尚」「武行者」とともに「石頭孫立」なる書があったことが書かれている（ただし題名だけで内容は不明。「公案（裁判もの）」に分類されている）。宋末元初の周密が記した『癸辛雑記』に引く龔聖与の「宋江三十六人賛」（北宋末の盗賊団「宋江三十六人」に対する賛辞）では、第九位に「病尉遅孫立」の名が見え、『大宋宣和遺事』でも二十四位に名前が載っている。これらから、本来孫立は天罡星（上級幹部）36人の中に入っていたようである。水滸伝物語成立の過程において地位が低下し、現在の位置まで順位が下がっていった。